# Vlag van Borger-Odoorn

Vlag van de gemeente Borger-Odoorn

De vlag van Borger-Odoorn is bij raadsbesluit van 28 februari 2002 vastgesteld als gemeentelijke vlag van de Drentse gemeente Borger-Odoorn. De vlag bevat gele en zwarte banen, waarin het wapen van Borger-Odoorn is verwerkt. De vlag is als volgt beschreven:
Drie hoogtebanen in de verhouding 11:3:11 van geel, zwart en geel, met op het kruis van de vlag over alles heen een zwart schild van 3/5 vlaghoogte, beladen met een gele keper die aan de schildrand samenvalt met de zwarte baan; de keper boven vergezeld van een liggende houten schop met opstaande randen en onder van een hunebed, bestaande uit twee keien en een deksteen, alles geel.
Opmerking: het genoemde kruis bevindt zich op de scheiding van broeking en vlucht.
Het ontwerp is van het Drents Heraldisch College (DHC). De kleuren geel en zwart staan voor het zand- en het veengedeelte van de gemeente. Dit wordt nog eens gesymboliseerd door het hunebed en de schop in het wapen. De gele keper staat voor de Hondsrug die door de gemeente loopt. 

## Verwante afbeeldingen

Wapen van Borger-Odoorn

Aa en Hunze ·
Assen ·
Borger-Odoorn ·
Coevorden ·
De Wolden ·
Emmen ·
Hoogeveen ·
Meppel ·
Midden-Drenthe ·
Noordenveld ·
Tynaarlo ·
Westerveld